# Akio Morita
Akio Morita, född 26 januari 1921 i Nagoya, Japan, död 3 oktober 1999, Tokyo, Japan, var en japansk affärsman. Bland annat var han en av Sonys grundare.
Morita utbildade sig till fysiker och tog senare värvning som officer i den japanska flottan under andra världskriget.
Han mötte Masaru Ibuka, den andra grundaren av Sony 1946. 
De grundande företaget Tokyo Tsushin Kogyo K.K. (Tokyo Telecommunications Engineering Corporation, föregångaren till Sony), då med bara cirka tjugo anställda.
Fram till 25 november 1994 satt han som styrelseledamot i Sonys styrelse. Morita satt också i styrelsen för Keidanren (Japan Federation of Economic Organizations) och var med i Japan-U.S. Economic Relations Group. Han dog av lunginflammation då han var 78 år.

### Om Morita
- Marshall, David V. (1995) (på engelska). Akio Morita and Sony. Great business stories. Watford: Exley. Libris 6423955. ISBN 1-85015-484-8
- Weston, Mark (1999) (på engelska). Giants of Japan: the lives of Japan's greatest men and women. New York: Kodansha International. Libris 6374126. ISBN 1568362862
- Rigby, Rhymer. (2011) (på engelska). 28 Business Thinkers Who Changed the World [Elektronisk resurs] The Management Gurus and Mavericks Who Changed the Way We Think about Business.. London: Kogan Page. Libris 13406968. ISBN 9780749462406

## Utmärkelser
- Albert-medaljen,  1982
- Storkorset av den medborgerliga förtjänstorden,  1990[6]
- IEEE Founders Medal,  1994[7]
- Creu de Sant Jordi,  1996[8]
- Kommendör av Hederslegionen,  1998
- International Emmy Directorate Award
- Uppgående solens orden, första klass
- Kommendör av 1 klass av Brittiska imperieorden

[Redigera Wikidata]